# Leucușești (okręg Suczawa)
Leucușești – wieś w Rumunii, w okręgu Suczawa, w gminie Preutești. W 2011 roku liczyła 1084 mieszkańców. 